# Cryphoeca nivalis
Cryphoeca nivalis là một loài nhện trong họ Hahniidae.
Loài này thuộc chi Cryphoeca. Cryphoeca nivalis được Ehrenfried Schenkel-Haas miêu tả năm 1919.